# Provinciale weg 598
De provinciale weg 598 (N598) is een provinciale weg in de Nederlandse provincie Limburg. De weg vormt een verbinding tussen de N278 nabij Margraten en de Belgische grens ter hoogte van De Plank.
De weg is uitgevoerd als tweestrooks-gebiedsontsluitingsweg met een maximumsnelheid van 80 km/h. In de gemeente Eijsden-Margraten heet de weg Provincialeweg. In de gemeente Gulpen-Wittem heet de weg achtereenvolgens Provincialeweg, Hoogcruts (naar de gelijknamige buurtschap), Schilberg (eveneens naar de gelijknamige buurtschap), en De Planckweg.
In het verlengde van de weg verloopt de Belgische N648 ruim een kilometer langs de grens tussen Nederland en België, welke door de berm van de weg verloopt. Volgens de bebording ter plekke is dit stuk weg in noordelijke richting Nederlands, en in zuidelijke richting Belgisch en zou de grens dus over de weghelft lopen.
Bij De Hut moest de weg begin 20e eeuw de kort daarvoor verdiept aangelegde tramlijn Maastricht-Vaals oversteken, waarvoor een boogviaduct werd aangelegd. In de Tweede Wereldoorlog werd dit viaduct opgeblazen en de weg werd nadien hersteld door de ingraving op te vullen met grond.

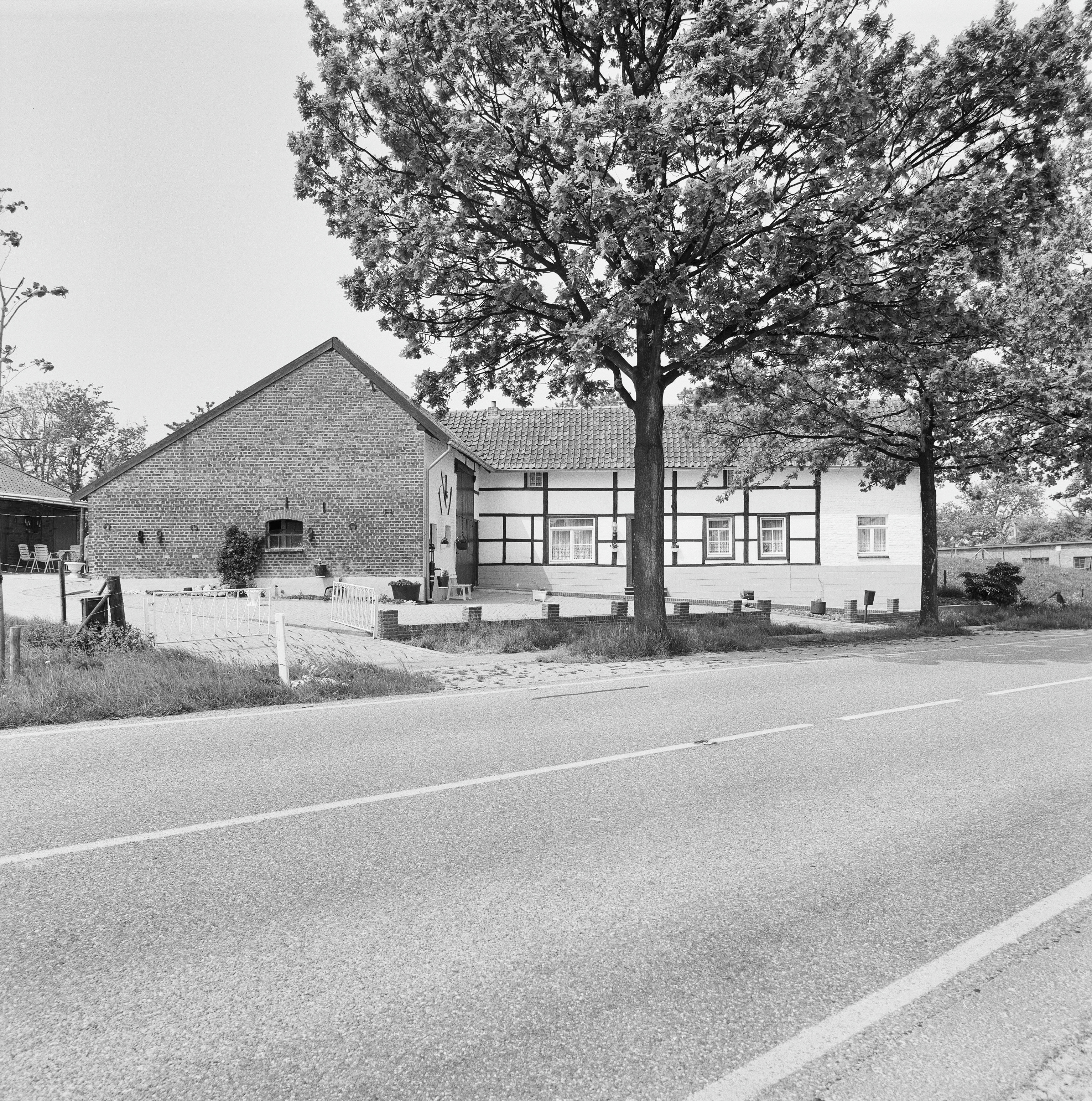
Terlinden
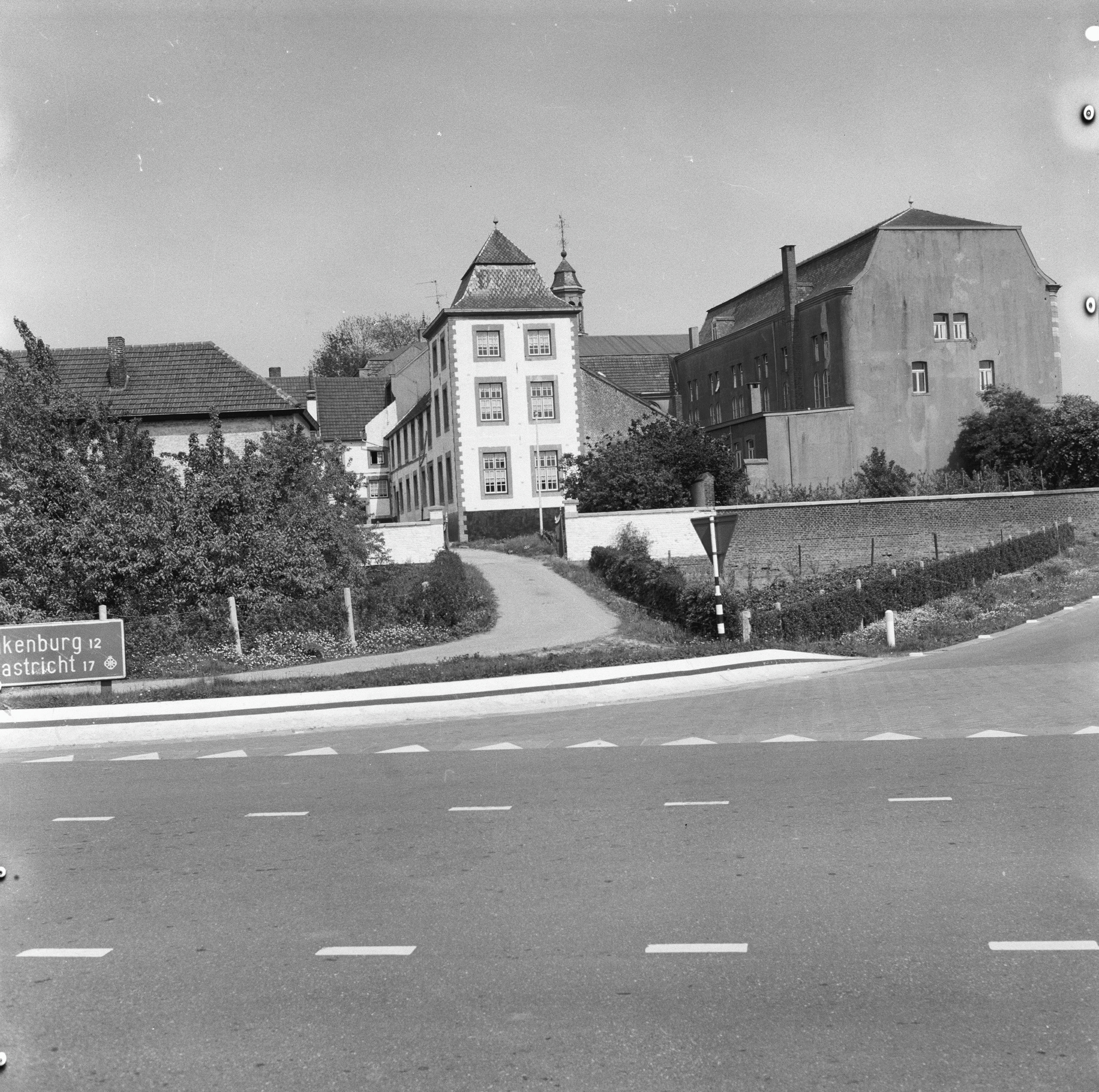
Hoogcruts
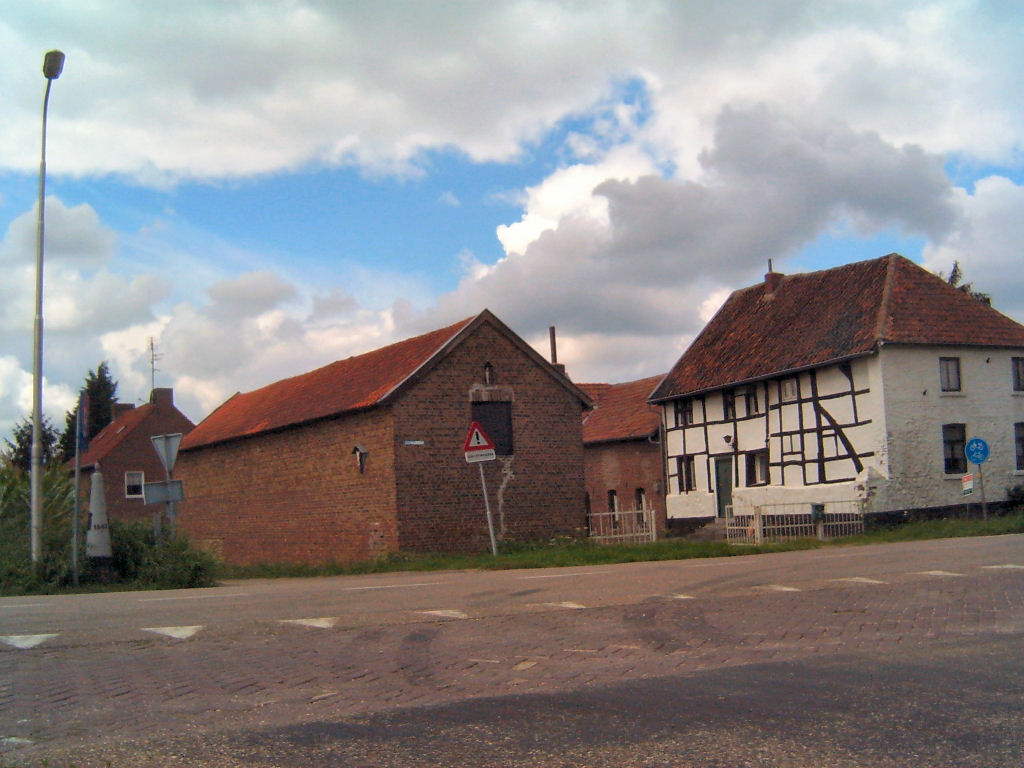
Schilberg
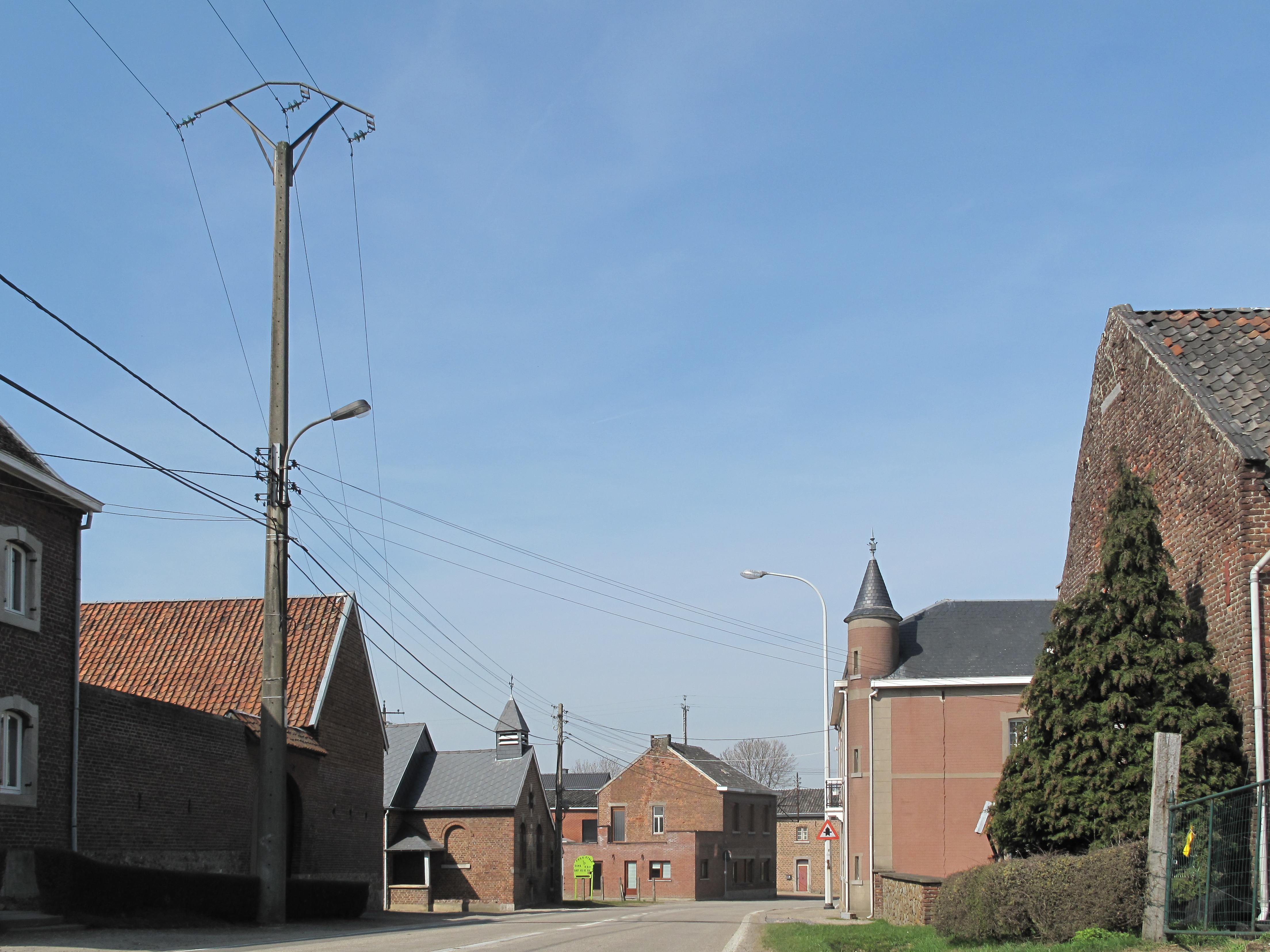
De Plank
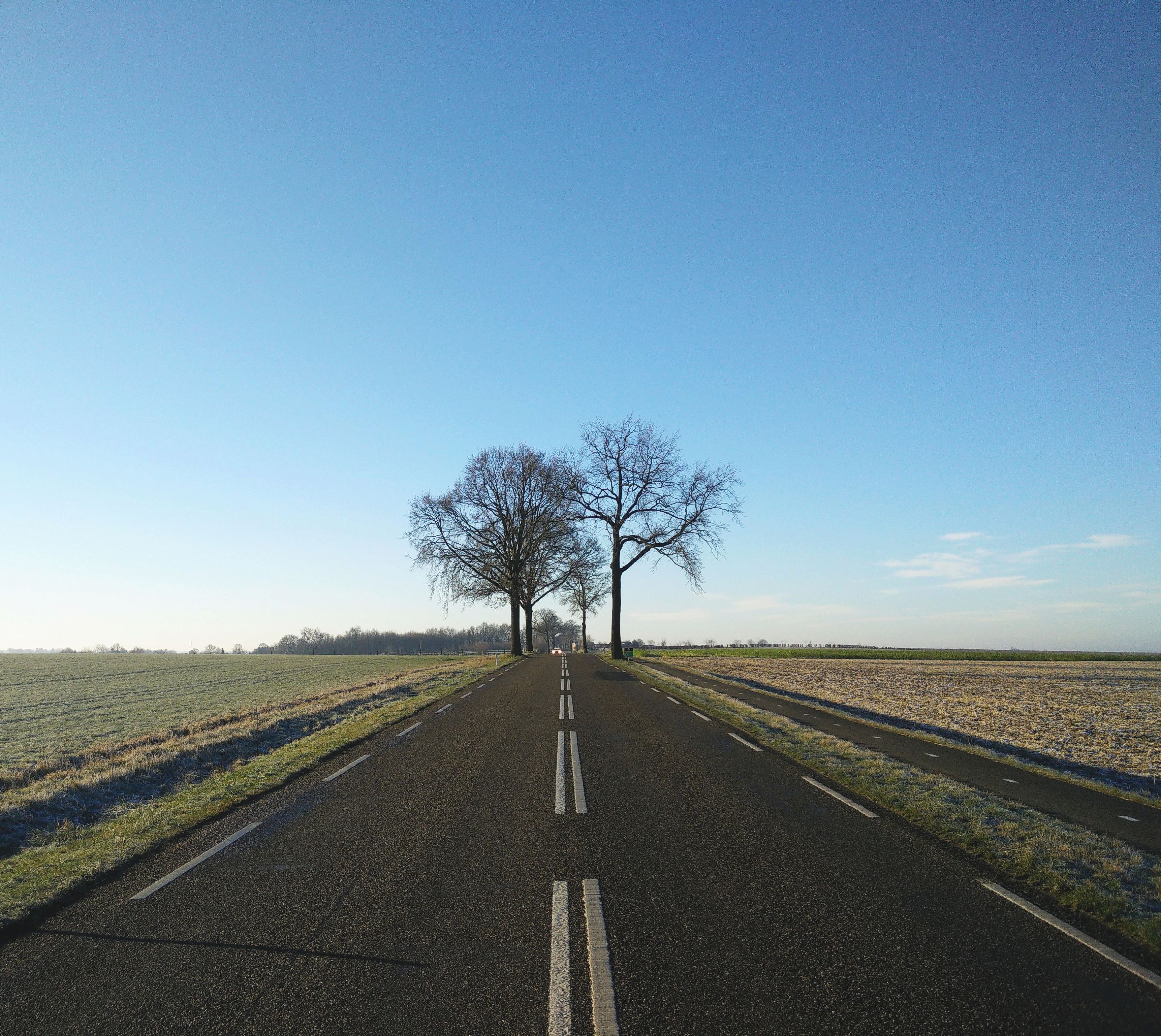
Zicht vanaf wegmidden richting De Plank

N62 · N69 · N251 · N252 · N253 · N254 · N255 · N256/A256 · N257 · N258 · N260 · N261 · N262 · N263 · N264 · N266 · N267 · N268 · N269 · N270/A270 · N271 · N272 · N273 · N274 · N275 · N276 · N277 · N278 · N279 · N280 · N281 · N282 · N283 · N284 · N285 · N286 · N287 · N288 · N289 · N290 · N291 · N292 · N293 · N294 · N295 · N296 · N296n · N297 · N298 · N300 · N321 · N322 · N324 · N329 · N389 · N394 · N395 · N396 · N397

N556 · N562 · N564 · N570 · N572 · N590 · N595 · N598 · N601 · N602 · N605 · N607 · N612 · N613 · N615 · N616 · N617 · N618 · N620 · N622 · N625 · N629 · N631 · N632 · N637 · N638 · N639 · N640 · N641 · N651 · N652 · N653 · N654 · N655 · N656 · N658 · N659 · N660 · N661 · N662 · N663 · N664 · N665 · N666 · N667 · N668 · N669 · N670 · N671 · N673 · N674 · N675 · N676 · N682 · N683 · N686 · N689 · N690 · N831 · N843

Voormalige provinciale wegen: N299 · N551 · N552 · N553 · N554 · N555 · N560 · N561 · N563 · N565 · N566 · N567 · N568 · N571 · N574 · N580 · N581 · N582 · N583 · N584 · N585 · N586 · N587 · N588 · N589 · N591 · N592 · N593 · N594 · N596 · N597 · N603 · N604 · N606 · N608 · N610 · N611 · N614 · N619 · N621 · N623 · N624 · N626 · N628 · N630 · N634 · N642 · N657